# WTA Elite Trophy 2019 – ženská čtyřhra
Ženská čtyřhra WTA Elite Trophy 2019 probíhala ve druhé polovině října 2019. Do deblové soutěže čuchajského tenisového turnaje nastoupilo šest dvojic na pozvání pořadatelů. Obhájcem titulu byl pár složený z ukrajinských dvojčat Ljudmyly a Nadiji Kičenokových, jehož členky nestartovaly společně. Nadija Kičenoková do turnaje nezasáhla. Spoluhráčkou Ljudmyly Kičenokové se stala Andreja Klepačová.
Vítězem se stal druhý nasazený, ukrajinsko-slovinský pár Ljudmyla Kičenoková a Andreja Klepačová, který ve finále za 1.20 hodiny zdolal čínské turnajové jedničky Tuan Jing-jing s Jang Čao-süan po dvousetovém průběhu 6–3 a 6–3. Šampionky si do žebříčku WTA nepřipsaly žádné body a získaly premiérovou společnou trofej. Kičenoková vybojovala osmý deblový titul na okruhu WTA Tour a pro Klepačovou to bylo čtvrté takové turnajové vítězství.

## Nasazení párů
1. Tuan Jing-jing /  Jang Čao-süan (finále, 0 bodů, 39 426 USD/pár)
2. Ljudmyla Kičenoková /  Andreja Klepačová (vítězky, 0 bodů, 50 080 USD/pár)
3. Darija Juraková /  Alicja Rosolská (základní skupina, 0 bodů, 17 080 USD/pár)
4. Oxana Kalašnikovová /  Sofia Keninová (základní skupina, 0 bodů, 17 080 USD/pár)
5. Ťiang Sin-jü /  Tchang Čchien-chuej (základní skupina, 0 bodů, 22 580 USD/pár)
6. Wang Sin-jü /  Ču Lin (základní skupina, 0 bodů, 22 580 USD/pár)

## Soutěž
| Legenda                                                       |                                                                        |                                                   |
| - Q – kvalifikant - WC – divoká karta - LL – šťastný poražený | - Alt – náhradník - SE – zvláštní výjimka - PR/SR – žebříčková ochrana | - w/o – bez boje - r – skreč - d – diskvalifikace |

### Finále
| Finále |                                       |   |   |  |
|        |                                       |   |   |  |
|        |                                       |   |   |  |
| 1      | Tuan Jing-jing Jang Čao-süan          | 3 | 3 |  |
| 2      | Ljudmyla Kičenoková Andreja Klepačová | 6 | 6 |  |

### Liliová skupina
|       |                                 | Tuan Jang        | Juraková Rosolská | Wang Ču          | Zápasy | Sety       | Hry          | Pořadí |
| 1.    | Tuan Jing-jing Jang Čao-süan    |                  | 6–1, 1–6, [10–7]  | 3–6, 6–3, [10–8] | 2–0    | 4–2 (67 %) | 18–16 (53 %) | 1.     |
| 3.    | Darija Juraková Alicja Rosolská | 1–6, 6–1, [7–10] |                   | 6–2, 3–6, [6–10] | 0–2    | 2–4 (33 %) | 16–17 (48 %) | 3.     |
| 6./WC | Wang Sin-jü Ču Lin              | 6–3, 3–6, [8–10] | 2–6, 6–3, [10–6]  |                  | 1–1    | 3–3 (50 %) | 18–19 (49 %) | 2.     |

### Bugenvileová skupina
|       |                                       | Kičenoková Klepačová | Kalašnikovová Keninová | Ťiang Tchang     | Zápasy | Sety       | Hry          | Pořadí |
| 2.    | Ljudmyla Kičenoková Andreja Klepačová |                      | 2–6, 6–4, [11–9]       | 2–6, 6–4, [10–6] | 2–0    | 4–2 (67 %) | 18–20 (47 %) | 1.     |
| 4.    | Oxana Kalašnikovová Sofia Keninová    | 6–2, 4–6, [9–11]     |                        | 2–6, 6–4, [7–10] | 0–2    | 2–4 (33 %) | 18–20 (47 %) | 3.     |
| 5./WC | Ťiang Sin-jü Tchang Čchien-chuej      | 6–2, 4–6, [6–10]     | 6–2, 4–6, [10–7]       |                  | 1–1    | 3–3 (50 %) | 21–17 (55 %) | 2.     |